# GStar 1
O GStar 1 foi um satélite de comunicação geoestacionário construído pela RCA Astro (GE Astro) que era operado pela GTE. O satélite foi baseado na plataforma AS-3000 e sua expectativa de vida útil era de 10 anos.

## Lançamento
O satélite foi lançado com sucesso ao espaço no dia 8 de maio de 1985, por meio de um veículo Ariane 3, a partir do Centro Espacial de Kourou, na Guiana Francesa, juntamente com o satélite Telecom 1B. Ele tinha uma massa de lançamento de 1.270 kg.

## Capacidade
O GStar 1 era equipado com 16 (mais 5 de reserva) transponders em banda Ku.